# Chevêchette spadicée
Glaucidium castanopterum
Espèce
Synonymes
- Strix castanoptera Horsfield, 1821
(protonyme)

Statut de conservation UICN

 LC  : Préoccupation mineure
Statut CITES
La Chevêchette spadicée (Glaucidium castanopterum) est une espèce d'oiseaux de la famille des Strigidae.

## Répartition
Cette espèce est endémique d'Indonésie : Java et Bali.